# کروکودیلین
کروکودیلین (به انگلیسی: Crocodillin) یک ماده قوی و نیرومند است که در خون تمساح‌ها توسط دانشمندان در ایالات متحده آمریکا کشف شده‌است. این ماده می‌تواند مانند آنتی‌بیوتیکهای استاندارد به سیستم ایمنی درمقابله با عفونت کمک کند. این کشف مدیون کنجکاوی جیل فولرتون-اسمیت از گزارشهای بی‌بی‌سی، تهیه‌کننده فیلم تمساح‌های آب شور در استرالیا است.در حین تهیه برنامه متوجه شد که تمساح پس از درگیری با یکدیگر، با بدن زخمی وارد آب آلوده می‌شوند اما بدن آنها دچار هیچگونه عفونتی نمی‌شود.
این ماده تنها ماده شناخته شده‌است که توانسته ویروس ایدز را در محیط آزمایشگاهی نابود کند.. 
این ماده از آنجایی اهمیت داشت که جز دسته پپتیدهای ضد میکروبی دسته بندی می‌شد که مطالعات روی آن در حال افزایش بود و می‌توانست عوامل عفونی را از بین ببرد.این احتمال وجود داشت که این عامل بیشتر در خون آن دسته از تمساح‌ها یافت شود که در حیات وحش زندگی می‌کردند و تمساح‌هایی که در مزارع پرورش داده شده بودند حاوی این پپتید نباشند.
کروکودیلین باعث نابود شدن تمام عواملی شد که نسبت به آنتی‌بیوتیک‌های موجود مقاوم بودند. چنین آنتی‌بیوتیک‌های طبیعی به سلول‌ها آسیبی وارد نمی‌کنند بنابراین می‌توان از آنها در عفونتهای انسانی استفاده کرد.
بنابر نتایج آزمایشگاهی این ماده ۵۰۰ بار از آنتی‌بیوتیک‌های رایج قوی‌تر است و در عرض ۱۰ دقیقه می‌تواند ویروس ایدز را از بین ببرد.